# Edificio Bagley-Cater
El Edificio Bagley-Cater es un edificio histórico ubicada en el 15 de E. Tenth St. en Anniston, Alabama, Estados Unidos.

## Historia
Es un edificio comercial de estilo neoclásico construido en 1908. Se consideró "significativo como un ejemplo local bien desarrollado de la arquitectura comercial neoclásica de principios del siglo XX". Las características distintivas del edificio incluyen la composición de pilastras jónicas y pabellones finales con quoining y el entablamento completamente detallado adornado con guirnaldas.
A lo largo de 1985, el edificio siempre había servido como tienda de muebles: como Bagley Furniture and Undertaking Company hasta 1917, como George Cater Furniture Company y luego como Rhodes Furniture Company.
Fue incluido en el Registro Nacional de Lugares Históricos en 1985.